# Resejämföraren
Resejämföraren var en webbtjänst utvecklad av tekniska förvaltningen och lantmäteriavdelningen på Lunds kommun. Syftet med tjänsten var att användaren skulle omvärdera sina resvanor genom att han eller hon gjordes medveten om resornas påverkan på plånboken, hälsan och klimatet. I Resejämföraren presenterades en jämförelse mellan olika färdmedel – cykel, gång, kollektivtrafik och bil – med avseende på tid, sträcka, kostnad, miljöbelastning och kaloriförbrukning. I kartan visades vald sträcka för respektive färdmedel inklusive samtliga hållplatser med tillhörande linjeinformation för området närmast start- och målpunkt.
Resejämföraren använde sig av data från OpenStreetMap, en fri, global internetbaserad karttjänst som utvecklas av användarna själva. Resejämföraren var en av många verktyg i Lunds kommuns strategi för att uppnå ett hållbart transportsystem. Strategin gick under namnet LundaMaTs och var en viktig förutsättning för kommunens arbete med att minska transporternas negativa miljöeffekter.
Resejämföraren fanns även i en version framtagen för Eslövs kommun, och en för Staffanstorps kommun.